# Cuxham with Easington
Cuxham with Easington är en civil parish i Storbritannien.   Den ligger i grevskapet Oxfordshire och riksdelen England, i den södra delen av landet, 70 km väster om huvudstaden London.